# スタン・グーチ
スタン・グーチ（Stan Gooch、1932年ロンドンルイシャム - 2010年9月13日）は、イギリスの心理学者、著作家で、人間の進化に関する理論「ハイブリッド起源論」の提唱者。